# Радлічиці
Радлічиці (пол. Radliczyce) — село в Польщі, у гміні Щитники Каліського повіту Великопольського воєводства.
Населення — 747 осіб (2011).
У 1975-1998 роках село належало до Каліського воєводства.

## Демографія
Демографічна структура станом на 31 березня 2011 року:
|          | Загалом | Допрацездатний вік | Працездатний вік | Постпрацездатний вік |
| -------- | ------- | ------------------ | ---------------- | -------------------- |
| Чоловіки | 367     | 59                 | 274              | 34                   |
| Жінки    | 380     | 73                 | 223              | 84                   |
| Разом    | 747     | 132                | 497              | 118                  |